# Swainsona burkei
Swainsona burkei är en ärtväxtart som beskrevs av George Bentham. Swainsona burkei ingår i släktet Swainsona och familjen ärtväxter.

## Underarter
Arten delas in i följande underarter:
- S. b. acuticarinata
- S. b. burkei

## Bildgalleri

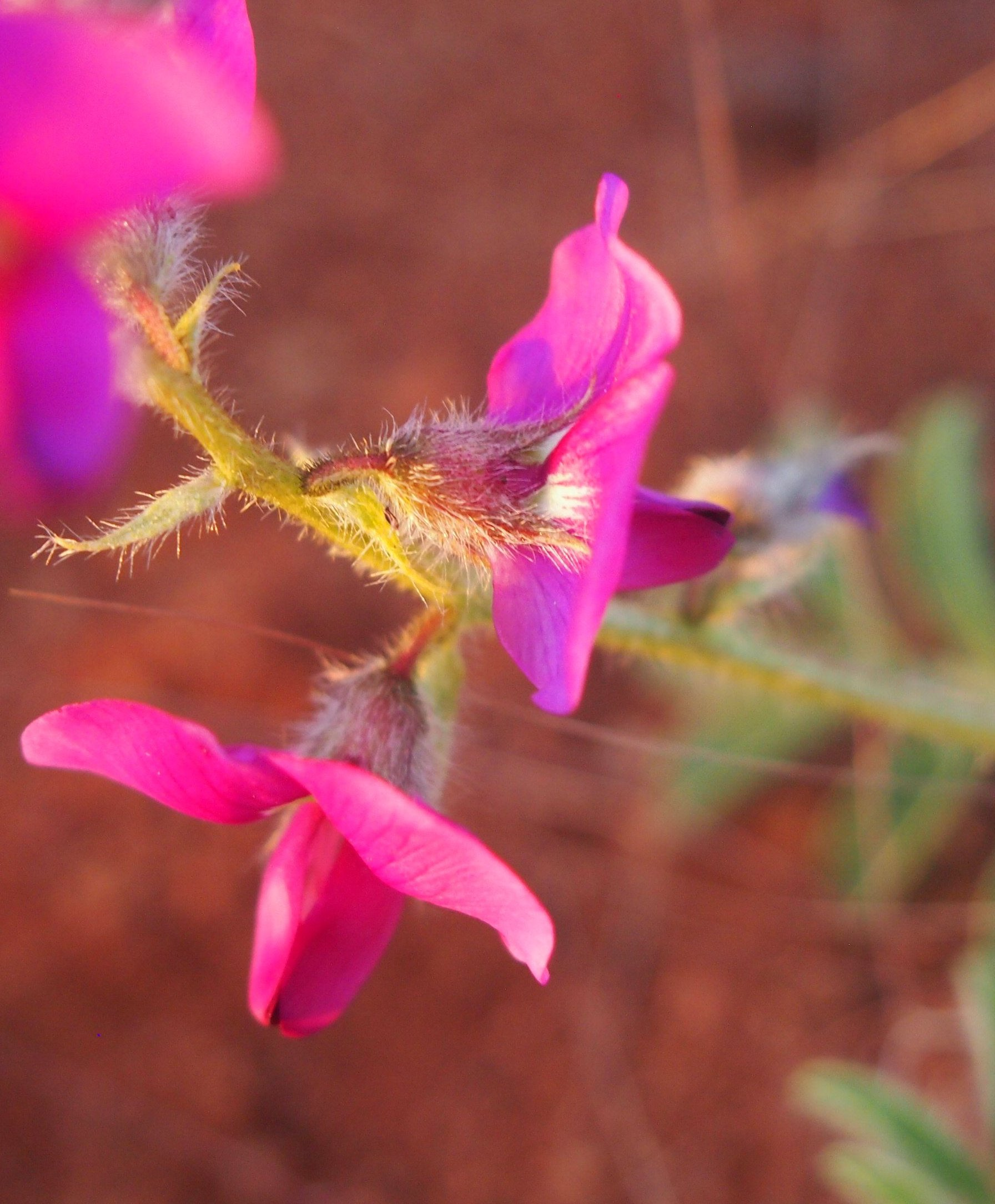
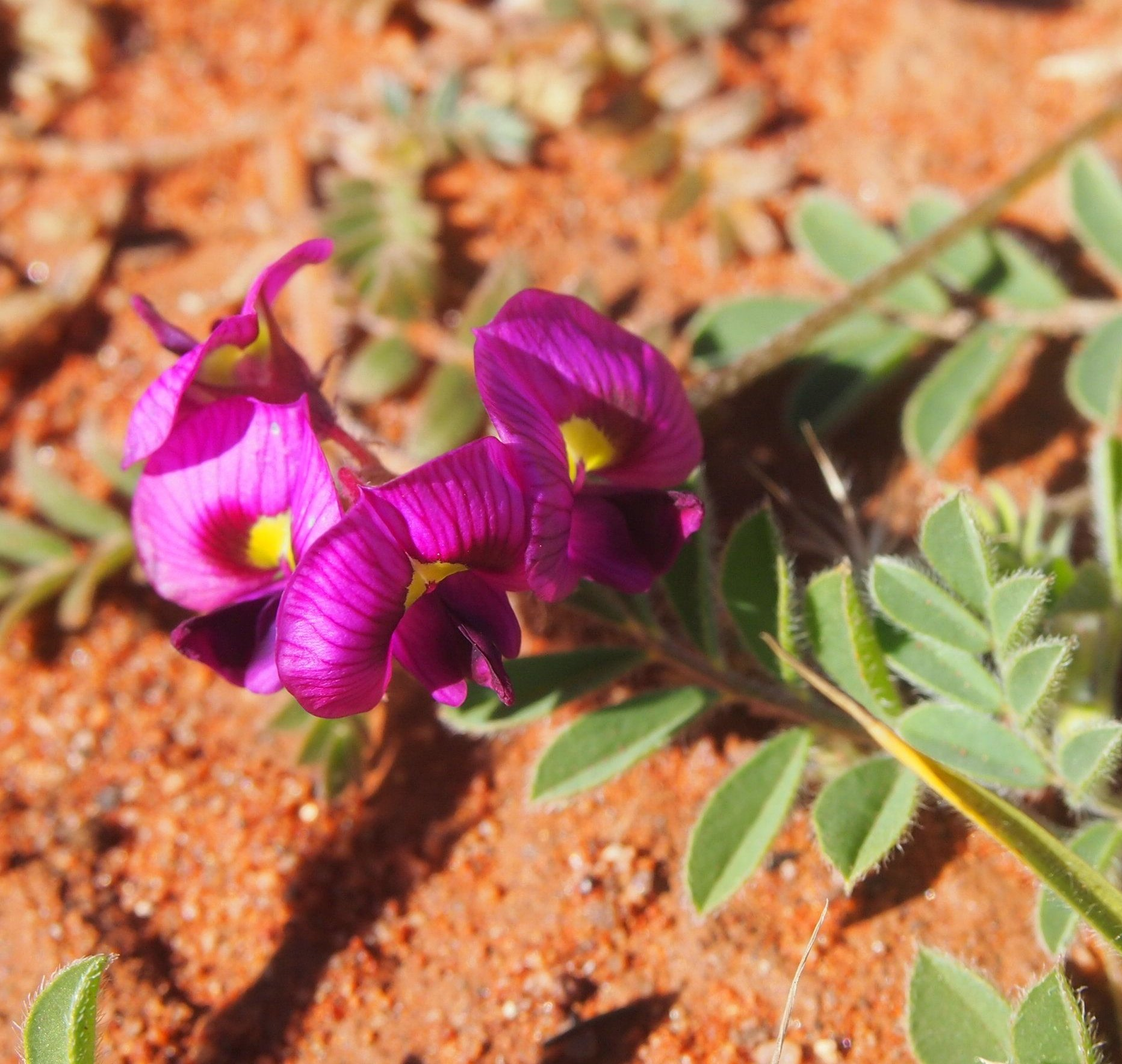
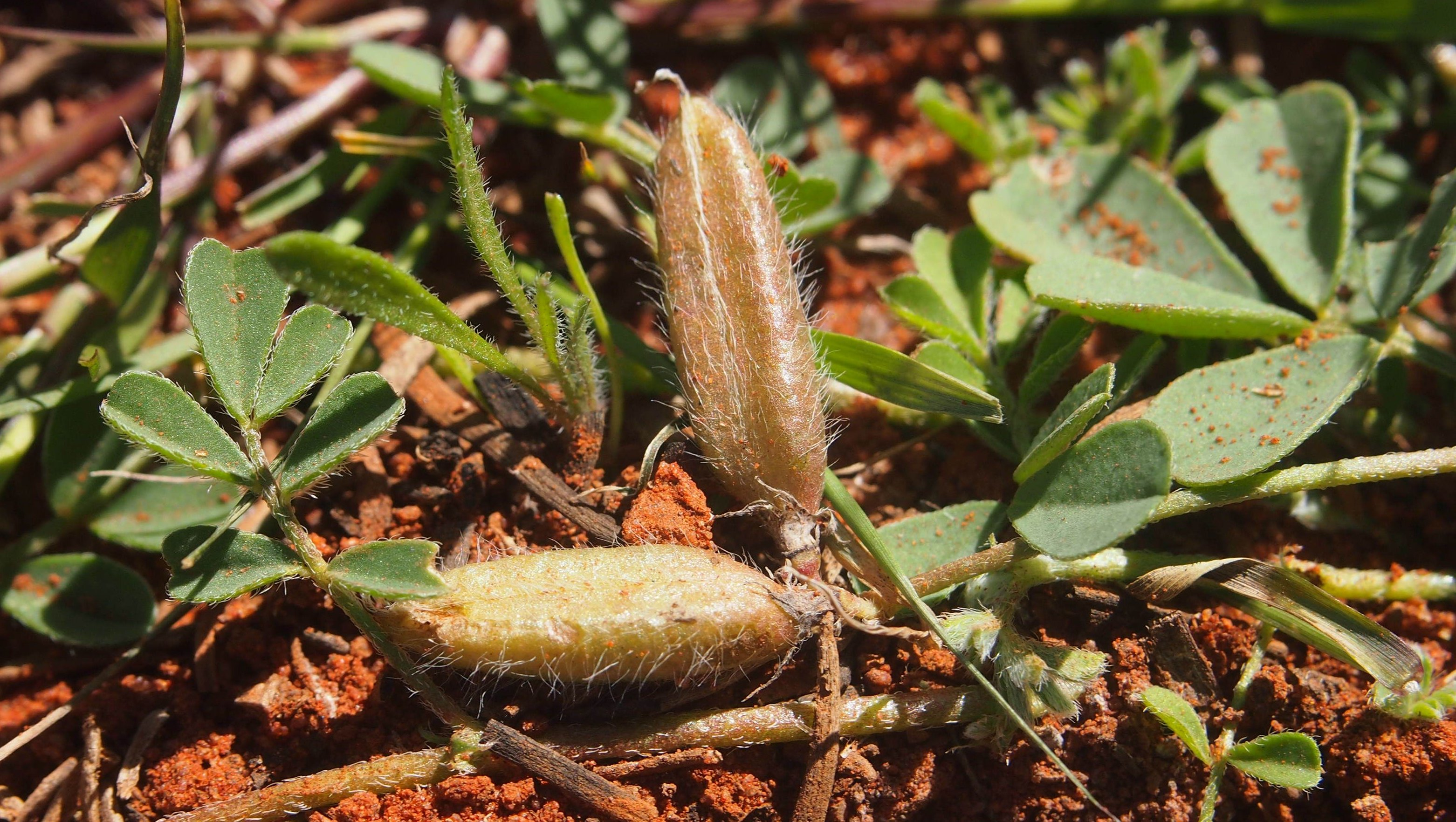